# Pátý lateránský koncil

Bulla monitorii et declarationis

Pátý lateránský koncil se sešel na popud papeže Julia II. v roce 1512. Po jeho smrti vedl koncil v letech 1513-1517 Lev X. Koncilu se zúčastnilo téměř 100 kleriků. Během koncilu se konalo 12 zasedání. Koncem prvního roku zasedání se koncilu zúčastnil i císař Maxmilián I. a v roce 1513 jej uznala i znepřátelená Francie. Byl to poslední koncil před protestantskou reformací.
Koncilní otcové rokovali o dogmatických i disciplinárních otázkách. Zavrhli učení některých filosofů o smrtelnosti duše. Sněm uznal úplnou jurisdikci papeže v celé církvi. Pátý lateránský koncil vyhlásil, že jedině papež může svolat koncil, přeložit ho, odročit nebo rozpustit. 
K samotné disciplinární reformě, která se v církvi tak očekávala, vydal papež několik dekretů, které se však týkaly pouze udělování beneficií, řeholního života, povinností církevních hodnostářů nebo cenzury knih. I od nových povinností, jež samy o sobě nebyly nijak přísné, bylo nadto možné získat dispens; rozhodnutí koncilu proto měla jen malý efekt.
Pátý lateránský koncil ukončil papež Lev X. dne 16. března 1517, několik měsíců předtím, než Martin Luther vyvěsil na protest své Wittenberské téze.